# Mary Karr

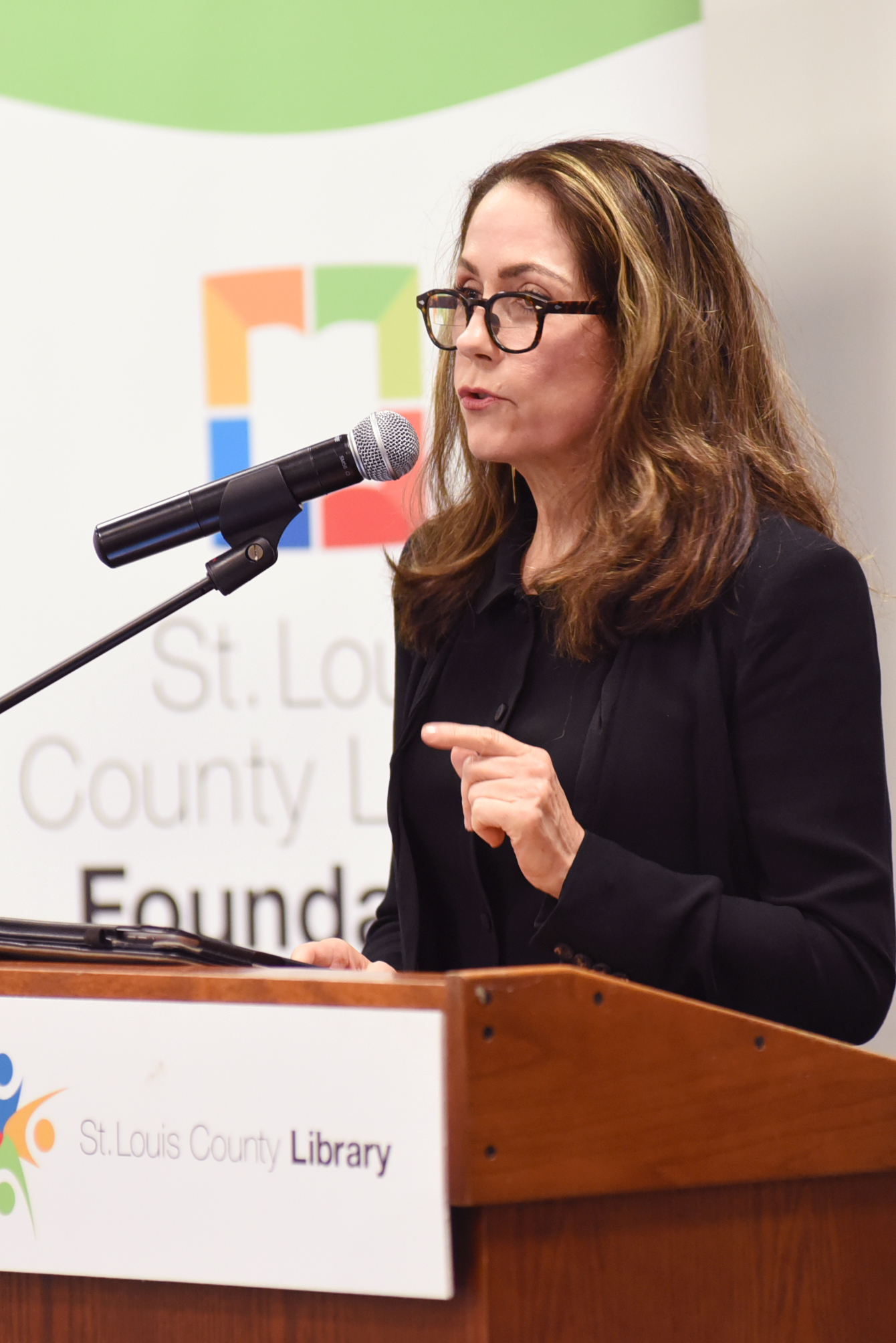
Mary Karr, 2016

Mary Karr (* 16. Januar 1955 in Groves, Texas) ist eine US-amerikanische Schriftstellerin und Dichterin.

## Leben
Mary Karr ist in einer kleinen Ortschaft in der texanischen Port-Arthur-Region aufgewachsen. Nach dem Abschluss der High School ging sie mit einer Gruppe von Freunden nach Los Angeles, wo sie einige Monate innerhalb der Hippie-Kultur lebte. Nach zwei Studienjahren am Macalester College in St. Paul, Minnesota lernte Mary Karr im Rahmen der Anti-Apartheid-Bewegung den afro-amerikanischen Poeten Etheridge Knight (1931–1991) kennen, der ihre künstlerische Entwicklung beeinflusste. Am Goddard College (Vermont) studierte sie Kreatives Schreiben und erwarb 1979 den Master of Fine Arts (M. F. A.) Ihr Mentor war Tobias Wolff. Weitere Einflüsse gingen von den Poeten Robert Bly und Robert Hass aus.
Seit 1980 arbeitete Mary Karr in Boston in verschiedenen Tätigkeiten der Computer- und Telekommunikationsbranche. Während dieser Zeit schrieb und veröffentlichte sie ihre Gedichte. Von 1983 bis zur Scheidung im Jahr 1991 war Mary Karr mit dem Poeten Michael Milburn verheiratet. Der Ehe entstammt ein Sohn. Nach diversen Lehraufträgen an den Bildungseinrichtungen Tufts University, Emerson College, Harvard University und Sarah Lawrence College ist Mary Karr Professorin für Englische Literatur an der Syracuse University in Boston. Hier traf sie auch David Foster Wallace.

## Veröffentlichungen
- The Devil's Tour. New Directions, New York 1993
- The Liars´Club. Viking Pinguin, New York 1995
  - Der Club der Lügner. Aus dem Amerikanischen übersetzt von Sabine Roth. Goldmann, München 1996, ISBN 3-442-30702-3.
- Cherry. Picador 2000
  - Lange Straßen, weite Meere. Aus dem Amerikanischen übersetzt von Walter Ahlers. Goldmann, München 2002, ISBN 3-442-30967-0.
- Lit. A Memoir. Harper Collins 2010